# Nathan O'Neill
Pour les articles homonymes, voir O'Neill.
Nathan O'Neill (né le 24 novembre 1974 à Sydney) est un coureur cycliste australien, professionnel de 1996 à 2010.

## Biographie
Nathan O'Neill est passé professionnel en 2000 dans l'équipe italienne Ceramiche Panaria. En 2006, il a remporté la médaille d'or du contre-la-montre aux Jeux du Commonwealth à Melbourne. Il a également été champion d'Australie de cette discipline à huit reprises.
En novembre 2007, il a été licencié de son équipe Health Net à la suite d'un contrôle positif à la phentermine.
En 2010, il dispute sa dernière saison au sein de la Bahati Foundation.

## Palmarès
- 1992
  -  Médaillé de bronze au championnat du monde de poursuite par équipes juniors
- 1994
  -  Champion d'Australie du contre-la-montre
- 1996
  -  Champion d'Australie du contre-la-montre
  - 3e du Grand Prix des Nations espoirs
  - 4e du championnat du monde du contre-la-montre espoirs
- 1997
  - GP Industria Commercio e Artigianato Aglianese Internazionale
  - Classement général du Canberra Tour
- 1998
  -  Champion d'Australie du contre-la-montre
- 1999
  - 5eb étape du Girobio (contre-la-montre)
  - 2e du Tour de Tasmanie
  - 3e du Memorial Fausto Coppi
- 2000
  - 4e étape du Tour de Suède (contre-la-montre)
  - 2e du Memorial Fausto Coppi
- 2001
  - Florence-Pistoia
  - 10e étape du Tour de Langkawi (contre-la-montre)
  - 3e du Circuit des Mines
  - 8e du championnat du monde du contre-la-montre
- 2002
  -  Champion d'Australie du contre-la-montre
  - 2e du championnat d'Australie sur route
  -  Médaillé de bronze du contre-la-montre aux Jeux du Commonwealth
- 2003
  - 3e étape du Tour de Toona
  - 3e étape de la Cascade Cycling Classic (contre-la-montre)
  - Prologue du Tour de Géorgie
  - Sea Otter Classic :
    - Classement général
    - 2e étape (contre-la-montre)

  - Prologue et 2e étape de la Redlands Bicycle Classic
  - 1re étape du Tour de Langkawi (contre-la-montre)
  - 2e de la Redlands Bicycle Classic
  - 3e du Tour de Géorgie
- 2004
  -  Champion d'Australie du contre-la-montre
  - 1re étape de la Valley of the Sun Stage Race (contre-la-montre)
  - 5ea étape du Tour de Beauce (contre-la-montre)
  - 1re étape de la Fitchburg Longsjo Classic (contre-la-montre)
  - 1re étape du Tour de Toona (contre-la-montre)
  - 2e du Tour de Beauce
- 2005
  -  Champion d'Australie du contre-la-montre
  - Grand Prix de Beauce
  - 4e étape du Tour de Langkawi (contre-la-montre)
  - 4e étape du Grand Prix de Beauce (contre-la-montre)
  - 3e étape de la Cascade Cycling Classic (contre-la-montre)
- 2006
  -  Champion d'Australie du contre-la-montre
  -  Médaillé d'or du contre-la-montre aux Jeux du Commonwealth
  - Redlands Classic :
    - Classement général
    - 1re étape (contre-la-montre)

  - 4e étape de la Cascade Cycling Classic (contre-la-montre)
  - 1re étape du Nature Valley Grand Prix (contre-la-montre)
  - Mount Hood Cycling Classic :
    - Classement général
    - 1re et 4e étapes (2 contre-la-montre)

  - 3e du Nature Valley Grand Prix
- 2007
  -  Champion d'Australie du contre-la-montre
  - Tour of the Gila :
    - Classement général
    - Prologue

  - Mount Hood Cycling Classic  :
    - Classement général
    - 4e étape (contre-la-montre)

  - 3e étape du Nature Valley Grand Prix (contre-la-montre)
  - 1re étape du Tour de Toona (contre-la-montre)
  - Tour of Elk Grove :
    - Classement général
    - Prologue

## Classements mondiaux
| Année            | 2005  | 2006 | 2007 | 2008 | 2009 | 2010 |
| ---------------- | ----- | ---- | ---- | ---- | ---- | ---- |
| UCI America Tour | 47e   | 61e  | 105e |      |      | 308e |
| UCI Asia Tour    | 60e   |      |      |      |      |      |
| UCI Europe Tour  | 1346e |      |      |      |      |      |
| UCI Oceania Tour | 12e   | 42e  | 41e  |      |      |      |